# Kyauktu Airport
Kyauktu Airport är en flygplats i Myanmar.   Den ligger i regionen Magwayregionen, i den centrala delen av landet, 280 km nordväst om huvudstaden Naypyidaw. Kyauktu Airport ligger 388 meter över havet.
Terrängen runt Kyauktu Airport är kuperad åt sydväst, men åt nordost är den platt. Runt Kyauktu Airport är det ganska glesbefolkat, med 45 invånare per kvadratkilometer. I omgivningarna runt Kyauktu Airport växer huvudsakligen savannskog.